# دیو و دلبر

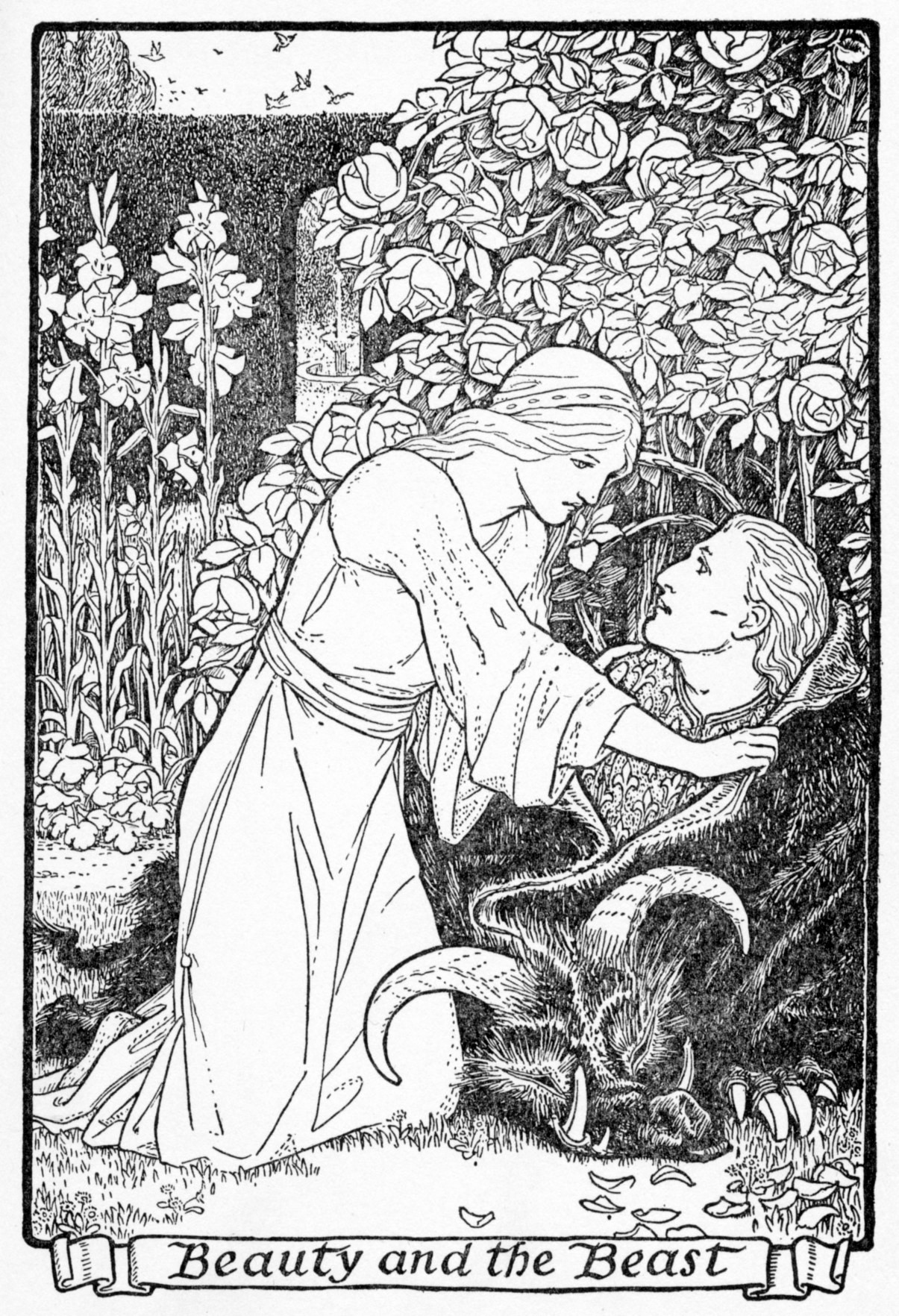
دیو و دلبر

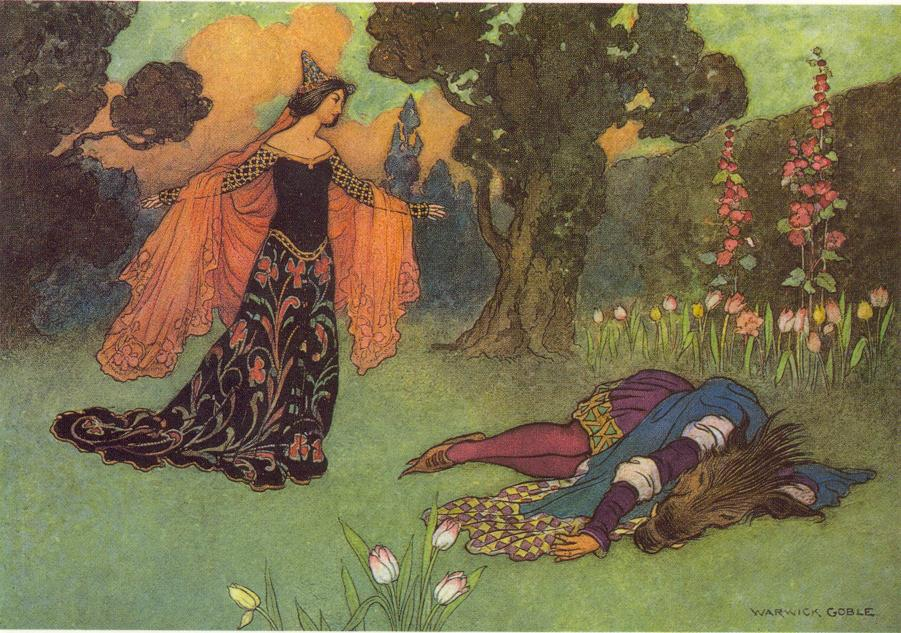
نگارگری از وارویگ گوبل

دیو و دلبر (به فرانسوی: La Belle et la Bête) (به انگلیسی: Beauty and the Beast) قصه‌ای سنتی نوشته رمان‌نویس فرانسوی گابریل-سوزان دو ویلنوو است که در سال ۱۷۴۰ به چاپ رسید و سپس نسخهٔ کوتاه‌تر و معروف‌تری از آن توسط ژان-ماری لوپرنس دو بومون در سال ۱۷۵۶ ارائه گردید.

## خلاصه داستان
تاجری ثروتمند با شش فرزند خود زندگی می‌کرد؛ سه پسر و سه دختر. دختر کوچک‌تر، که به دلیل زیبایی و مهربانی‌اش «دلبر» نامیده می‌شد، با دو خواهر بزرگ‌تر خود که مغرور و خودخواه بودند، تفاوت داشت. پس از از دست دادن ثروت، خانواده مجبور به زندگی در روستایی دورافتاده شدند.
یک روز، تاجر برای انجام کاری به شهر رفت و در بازگشت، در یک جنگل تاریک گم شد. او به قصری مرموز پناه برد و در باغ آن، به یاد درخواست دلبر، یک گل سرخ چید. ناگهان دیوی ظاهر شد و به خاطر این کار، از او خواست تا یکی از دخترانش را به قصر بفرستد. دلبر با میل خود پذیرفت تا به جای پدرش به قصر برود.
در قصر، دیو هر شب از دلبر می‌پرسید که آیا حاضر است با او ازدواج کند، اما دلبر همیشه پاسخ منفی می‌داد. با این حال، آن‌ها به مرور زمان به یکدیگر نزدیک‌تر شدند و دوستی عمیقی بین‌شان شکل گرفت. پس از مدتی، دلبر از دیو اجازه خواست تا به دیدار خانواده‌اش برود و قول داد پس از یک هفته بازگردد. اما او دیرتر بازگشت و دیو را در حال مرگ یافت. دلبر با دیدن این صحنه، عشق خود را به دیو اعتراف کرد و پذیرفت با او ازدواج کند. در این لحظه، دیو به یک شاهزادهٔ خوش‌سیما تبدیل شد؛ زیرا طلسمی که او را به دیو تبدیل کرده بود، با عشق واقعی دلبر شکسته شد.

## تحلیل و تفسیر
داستان «دیو و دلبر» دارای مضامین عمیقی است که به ارزش‌های اخلاقی و انسانی می‌پردازد. یکی از پیام‌های اصلی این داستان، اهمیت دیدن زیبایی درونی افراد به جای تمرکز بر ظاهر آن‌هاست. دلبر با پذیرش دیو و شناخت شخصیت واقعی او، نشان می‌دهد که عشق واقعی بر پایهٔ فهم و درک متقابل بنا شده است.
همچنین، این داستان به موضوع فداکاری و ازخودگذشتگی می‌پردازد. دلبر با قبول ماندن در قصر دیو به جای پدرش، نشان می‌دهد که حاضر است برای خانواده‌اش فداکاری کند.

## اقتباس‌ها و بازآفرینی‌ها
- «دیو و دلبر» در طول سال‌ها مورد اقتباس‌های متعددی در سینما، تئاتر و ادبیات قرار گرفته است. یکی از معروف‌ترین اقتباس‌ها، فیلم انیمیشنی شرکت دیزنی در سال ۱۹۹۱ است که با استقبال گسترده‌ای مواجه شد و جوایز متعددی را کسب کرد. این فیلم با افزودن عناصر موسیقایی و شخصیت‌پردازی‌های جدید، داستان را به شکلی تازه به مخاطبان ارائه داد.
- همچنین، در سال ۲۰۱۷، نسخهٔ لایو-اکشن این فیلم با بازی اما واتسون در نقش دلبر ساخته شد که باز هم با استقبال خوبی روبرو گردید.
- علاوه بر این، داستان «دیو و دلبر» الهام‌بخش آثار ادبی و هنری بسیاری بوده و به عنوان نمادی از عشق، فداکاری و شناخت ارزش‌های درونی انسان‌ها در فرهنگ‌های مختلف شناخته می‌شود.